# 伊塔蒂縣

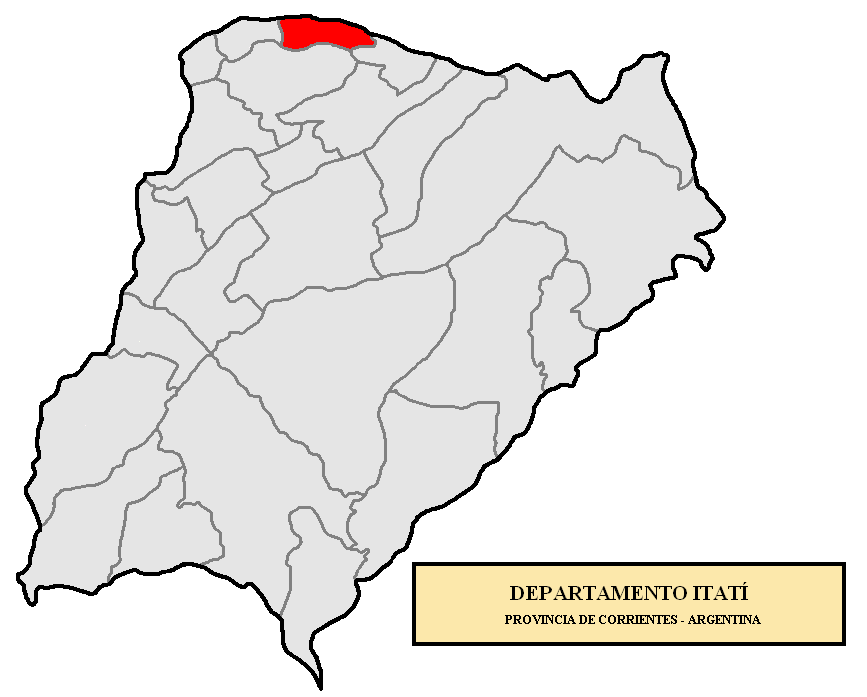

27°16′S 58°15′W / 27.267°S 58.250°W
伊塔蒂縣（西班牙語：Departamento Itatí），是阿根廷的縣份，位於該國北部科連特斯省，處於科連特斯以東60公里的巴拉那河畔，首府設於伊塔蒂，始建於1615年12月7日，2010年人口6,562。